# Sonntagsmarke

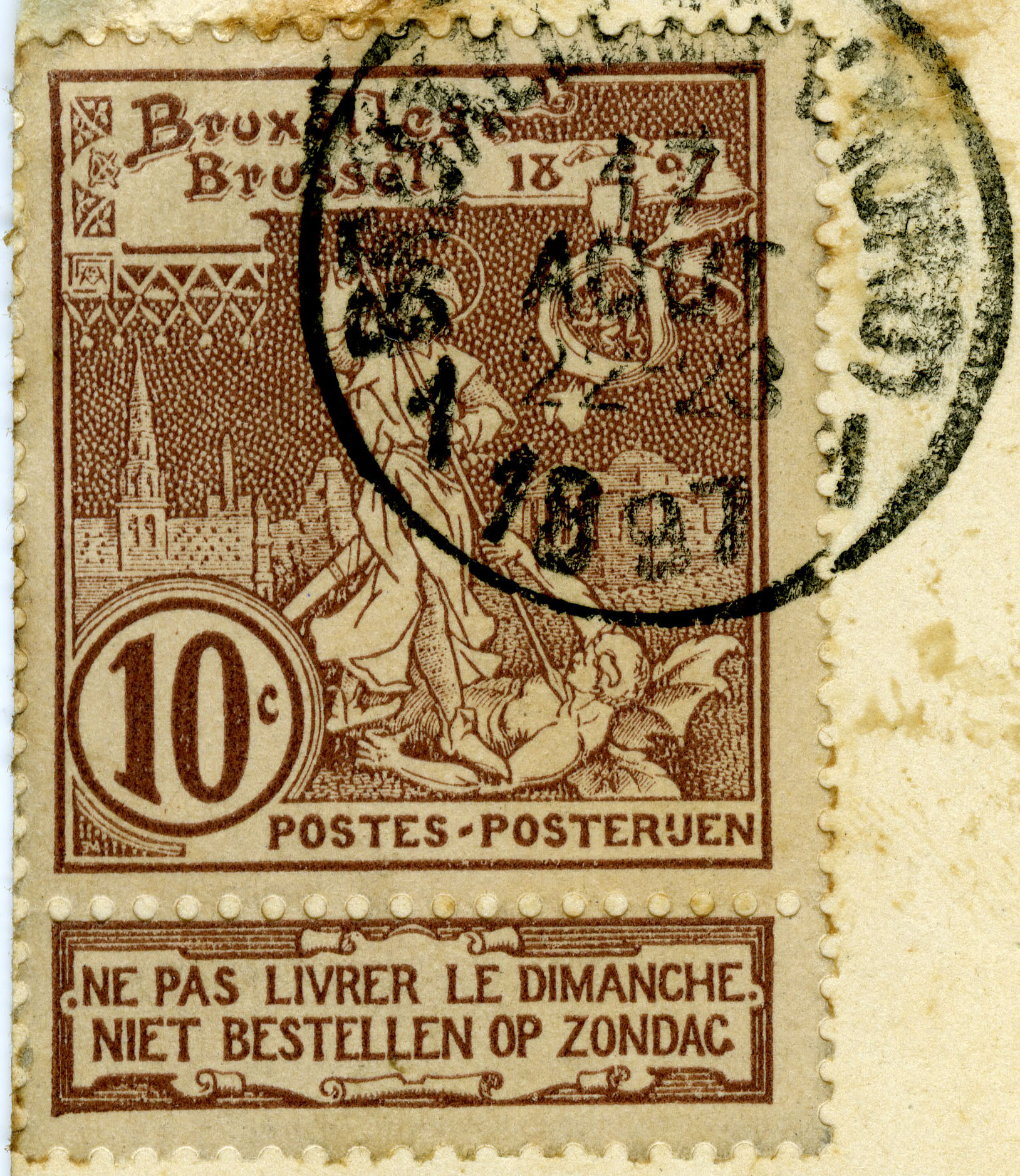
Sonntagsmarke der belgischen Post

Die Sonntagsmarke der belgischen Post wurde in der Zeit von 1894 bis 1913 als Anhängsel zusammen mit der Briefmarke ausgegeben. Der Absender konnte entscheiden, ob der Empfänger seine Post auch sonntags erhält oder erst am Montag. Das Anhängsel wurde jeweils zweisprachig französisch und flämisch ausgegeben: „Ne pas livrer le dimanche“ und „Niet bestellen op zondag“ (Sonntags nicht zustellen).